# 경상북도의 문화재자료 (제601호 ~ 제700호)
경상북도 문화재자료는 문화재자료 중에서 경상북도 내에 있는 문화재자료를 의미한다.

## 지정 목록

### 제601호 ~ 제700호
| 번호  | 사진 | 명칭                                                                                  | 소재지                                                      | 관리자 (단체)                 | 지정일                  | 참조 |
| 601호 |      | 경주남산 포석계 기암곡 제2사지 동삼층석탑 (慶州南山 鮑石溪 碁岩谷 第2寺址 東三層石塔) | 경북 경주시 배동 산42                                       | .                             | 2012년 10월 22일 지정   | ,    |
| 602호 |      | 성주 죽백고택 (星州 竹栢古宅)                                                         | 경북 성주군 수륜면 수륜리 482                               | 순천박씨 판윤공파종중         | 2012년 12월 13일 지정   | ,    |
| 603호 |      | 영양 석간고택 (英陽 石澗古宅)                                                         | 경북 영양군 석보면 원리리 320                               | .                             | 2013년 3월 18일 지정    | ,    |
| 604호 |      | 경주 두산서당 (慶州 斗山書堂)                                                         | 경북 경주시 양북면 송전리 149-1 외                          | .                             | 2013년 6월 24일 지정    | ,    |
| 605호 |      | 봉화 수온당 고택 (奉化 睡穩堂 古宅)                                                   | 경북 봉화군 봉화읍 거촌리 127                               | .                             | 2013년 6월 24일 지정    | ,    |
| 606호 |      | 봉화 뇌풍정 (奉化 雷風亭)                                                             | 경북 봉화군 법전면 법전리 168                               | 강기창                        | 2013년 6월 24일 지정    | ,    |
| 607호 |      | 안동 금포고택 (安東 錦圃古宅)                                                         | 경북 안동시 임하면 금소리 509-2                             | 임효상                        | 2013년 8월 19일 지정    | ,    |
| 608호 |      | 안동 예안이씨 와룡파종택 (安東禮安李氏 臥龍派宗宅)                                    | 경북 안동시 와룡면 태리 680번지                             | 이헌도                        | 2013년 8월 19일 지정    | ,    |
| 609호 |      | 안동 죽암서실 (安東 竹巖書室)                                                         | 경북 안동시 풍산읍 오미리 297                               | 풍산김씨 허백당문중           | 2013년 8월 19일 지정    | ,    |
| 610호 |      | 안동 청주정씨 죽헌고택 (安東淸州鄭氏 竹軒古宅)                                        | 경북 안동시 와룡면 태리 864번지                             | 정윤성                        | 2013년 8월 19일 지정    | ,    |
| 611호 |      | 영주 안향 향려비 (榮州 安珦 鄕閭碑)                                                   | 경북 영주시 순흥면 석교리 211-1                             | 순흥 안씨 대종회              | 2013년 8월 19일 지정    | ,    |
| 612호 |      | 상주 함창사마소 유물 (尙州 咸昌司馬所 遺物)                                           | 경북 상주시 함창읍 신흥리 573, 574                          | 사마록봉안소 문중             | 2013년 8월 19일 지정    | ,    |
| 613호 |      | 경주 북산서사 (慶州 北山書社)                                                         | 경북 경주시 강동면 호명리 100외                             | 경주이씨 호계문종중           | 2013년 9월 12일 지정    | ,    |
| 614호 |      | 성주 한강종택 (星州 寒岡宗宅)                                                         | 경북 성주군 수륜면 수성리 854번지                           | .                             | 2013년 9월 12일 지정    | ,    |
| 615호 |      | 경산 환성사 수월관 (慶山 環城寺 水月觀)                                               | 경북 경산시 하양읍 사기리 150번지                           | 대한불교조계종 환성사         | 2013년 10월 21일 지정   | ,    |
| 616호 |      | 영덕 이전재 (盈德 泥田齋)                                                             | 경북 영덕군                                                 | .                             | 2013년 10월 21일 지정   | ,    |
| 617호 |      | 영덕 덕흥사 제석탱화 (盈德 德興寺 帝釋幀畵)                                           | 경북 영덕군 영덕읍 남산리 123-2                             | 덕흥사                        | 2014년 1월 13일 지정    | ,    |
| 618호 |      | 경주 귀후재 (慶州 歸厚齋)                                                             | 경북 경주시 안강읍 옥산리 1562-1                            | .                             | 2014년 2월 17일 지정    | ,    |
| 619호 |      | 칠곡 감호당 (漆谷 鑑湖堂)                                                             | 경북 칠곡군 왜관읍 매원리 475                               | .                             | 2014년 2월 17일 지정    | ,    |
| 620호 |      | 칠곡 지경당 (漆谷 止敬堂)                                                             | 경북 칠곡군 칠곡군 왜관읍 매원리 340                        | .                             | 2014년 2월 17일 지정    | ,    |
| 621호 |      | 김천 계림사 석조나한좌상 (金泉 鷄林寺 石造羅漢坐像)                                   | 경북 김천시 개령면 동부리 434                               | 국유                          | 2014년 10월 20일 지정   | , [] |
| 622호 |      | 청도 덕사 영산회상도 (淸道 德寺 靈山會上圖)                                           | 경북 청도군 화양읍 소라리 1                                 | 덕사                          | 2014년 10월 20일 지정   | ,    |
| 623호 |      | 예천 명봉리 경모궁 태실 감역 각석문 (醴泉 鳴鳳里 景慕宮 胎室 監役 刻石文)             | 경북 예천군 상리면 명봉리 산1-1                             | 명봉사                        | 2014년 10월 20일 지정   | ,    |
| 624호 |      | 성주 도성리 삼효각 (星州 道成里 三孝閣)                                               | 경북 성주군 선남면 도성리 1113-2                            | 박종달                        | 2014년 10월 30일 지정   | ,    |
| 625호 |      | 청도 기룡재 (淸道 起龍齋)                                                             | 경북 청도군 풍각면 금곡리 118                               | 평택임씨 금곡대종중           | 2014년 11월 20일 지정   | ,    |
| 626호 |      | 의성 대곡사 적조암 구포루 (義城 大谷寺 寂照庵 九苞樓)                                 | 경북 의성군 다인면 봉정리 905                               | 대한불교조계종 대곡사         | 2014년 12월 18일 지정   | ,    |
| 627호 |      | 영덕 흥교당 (盈德 興敎堂)                                                             | 경북 영덕군 축산면 도곡리 154-2                             | 무안박씨 도와공파종중         | 2014년 12월 18일 지정   | ,    |
| 628호 |      | 영덕 상의당 (盈德 尙儀堂)                                                             | 경북 영덕군 영해면 원구리 128-2                             | 대흥백씨문중                  | 2014년 12월 18일 지정   | ,    |
| 629호 |      | 영덕 백회재 고택 (盈德 百悔齋 古宅)                                                   | 경북 영덕군 영해면 괴시리 331                               | 남시중                        | 2014년 12월 18일 지정   | ,    |
| 630호 |      | 포항 노동재사 (浦項 盧洞齋舍)                                                         | 경북 포항시 남구 대잠동 483번지                             | 여강이씨 무첨당파중회         | 2015년 4월 20일 지정    | ,    |
| 631호 |      | 청송 송정고택 (靑松 松庭古宅)                                                         | 경북 청송군 파천면 송소고택길 15-1                          | 심재균                        | 2015년 5월 18일 지정    | ,    |
| 632호 |      | 영주 원리 도율종중 고택 (榮州 院里 道栗宗中 古宅)                                     | 경북 영주시                                                 |                               | 2015년 7월 13일 지정    | ,    |
| 633호 |      | 예천권씨 용문재사 (醴泉權氏 龍門齋舍)                                                 | 경북 예천군 용문면 용문사길 90-26                           | 예천권씨 초간공파 대표 권영기 | 2015년 11월 23일 지정   | ,    |
| 634호 |      | 안동 광흥사 아미타극락회상도 (安東 廣興寺 阿彌陀極樂會上圖)                           | 경북 안동시 서후면 재품리 813                               | 광흥사                        | 2015년 12월 28일 지정   | ,    |
| 635호 |      | 양사언 백형가 전계명문 및 양만고 간찰 (楊士彦 伯兄家 傳繼明文 및 楊萬古 簡札)         | 경북 안동시 옥동 784-1                                      | 천성룡                        | 2015년 12월 28일 지정   | ,    |
| 636호 |      | 영주 안양원 독성탱화 및 신중탱화 (榮州 安養院 獨聖幀畵 및 神衆幀畵)                   | 경북 영주시 하망동 135-1                                    | 안양원                        | 2015년 12월 28일 지정   | ,    |
| 637호 |      | 칠곡 흥국사 목조보살좌상 (漆谷 興國寺 木造菩薩坐像)                                   | 경북 칠곡군 왜관읍 석전리 801                               | 흥국사                        | 2015년 12월 28일 지정   | ,    |
| 638호 |      | 봉화 중대사 목조보살좌상 및 복장유물 (奉化 中臺寺 木造菩薩坐像 및 腹藏遺物)           | 경북 봉화군 봉화읍 삼계리 65-4                              | 중대사                        | 2015년 12월 28일 지정   | ,    |
| 639호 |      | 포항 오덕리 덕계서당 (浦項 吾德里 德溪書堂)                                           | 경북 포항시 북구 기북면 덕동문화질 48-2                     | 이기동                        | 2016년 3월 17일 지정    | ,    |
| 640호 |      | 영주 구은고택 (榮州 九隱古宅)                                                         | 경북 영주시 이산면 신암리 111번지                           | 김익주                        | 2016년 3월 17일 지정    | ,    |
| 641호 |      | 김천 칠불사 소장 예수시왕생칠재의찬요 (金泉 七佛寺 所藏 預修十王生七齋儀纂要)         | 경북 김천시 부항면 부항로 729-43                            | 칠불사                        | 2016년 4월 28일 지정    | ,    |
| 642호 |      | 성주 의국 중수기 (星州 醫局 重修記)                                                   | 경북 성주면 초전리 문덕리1길 40                             | 송용섭                        | 2016년 4월 28일 지정    | ,    |
| 643호 |      | 예천 연방사 석가모니후불탱화 (醴泉 蓮邦寺 釋迦牟尼後佛幀畵)                           | 경북 예천군 예천읍 백전리 208                               | 연방사                        | 2016년 4월 28일 지정    | ,    |
| 644호 |      | 구미 송당정사 (龜尾 松堂精舍)                                                         | 경북 구미시 선산읍 신기2길 109-1                            | 밀양박씨 찬성공파 종친회      | 2016년 9월 12일 지정    | ,    |
| 645호 |      | 영양 남경대 (英陽 攬景臺)                                                             | 경북 영양군 입암면 산해리 산29-1                            | 권영혁                        | 2016년 9월 12일 지정    | ,    |
| 646호 |      | 칠곡 진주댁 (漆谷 晉州宅)                                                             | 경북 칠곡군 왜관읍 매원3길 30-5                             | 이수욱                        | 2016년 9월 12일 지정    | ,    |
| 647호 |      | 영주 류빈 묘비 및 석물 일괄 (榮州 柳濱 墓碑 및 石物 一括)                             | 경북 영주시 문수면 승문리 산173                             | 전주류씨 영흥공파 종중        | 2016년 10월 6일 지정    | ,    |
| 648호 |      | 영덕 난고종택 영산가학 및 가고 (盈德 蘭皐宗宅 英山家學 및 家稿)                       | 경북 영덕군 영해면 원구1길 13-11 (한국국학진흥원 위탁 보관) | 남석규                        | 2016년 10월 6일 지정    | ,    |
| 649호 |      | 청도 성불암 소장 산신도 (淸道 性佛庵 所藏 山神圖)                                     | 경북 청도군 각북면 오산리 763                               | 성불암                        | 2016년 10월 6일 지정    | ,    |
| 650호 |      | 칠곡 묘향사 소장 신중도 (漆谷 妙香寺 所藏 神衆圖)                                     | 경북 칠곡군 동명면 기성6길 102                              | 묘향사                        | 2016년 10월 6일 지정    | ,    |
| 651호 |      | 포항 고석사 석조여래의좌상 (浦項 古石寺 石造如來倚坐像)                               | 경북 포항시 남구 장기면 방산리 877                          | 고석사                        | 2017년 1월 5일 지정     | ,    |
| 652호 |      | 김천 구화사 석조비로자나불좌상 (金泉 九華寺 石造毘盧遮那佛坐像)                       | 경북 김천시 교동 산2                                        | 구화사                        | 2017년 1월 5일 지정     | ,    |
| 653호 |      | 의성 진민사 소장 고문서 (義城 鎭民祠 所藏 古文書)                                     | 경북 의성군 사곡면 오토산길 130 (조문국박물관 보관)         | 의성김씨 오토재 종중          | 2017년 1월 5일 지정     | ,    |
| 654호 |      | 예천 함취정 (醴泉 咸聚亭)                                                             | 경북 예천군 용문면 맛질길 123-1                             | 권충강                        | 2017년 3월 13일 지정    | ,    |
| 655호 |      | 문경 김룡사 석불입상 (聞慶 金龍寺 石佛立像)                                           | 경북 문경시 산북면 김용길 372                               | 김룡사                        | 2017년 8월 31일 지정    | ,    |
| 656호 |      | 상주 검간 조정 문집목판 (尙州 黔澗 趙靖 文集木板)                                     | 경북 상주시 낙동면 양진당길 27-4 (한국국학진흥원 보관)      | 풍양조씨장천파                | 2018년 2월 22일 지정    | ,    |
| 657호 |      | 경산 반룡사 화문면석 부재 (慶山 盤龍寺 花紋面石 部材)                                 | 경북 경산시 용성면 용전리 118-2                             | 반룡사                        | 2018년 2월 22일 지정    | ,    |
| 658호 |      | 학발첩 및 전가보첩 (鶴髮帖 및 傳家寶帖)                                               | 경북 영양군 석보면 원리리 323                               | 이돈                          | 2018년 2월 22일 지정    | ,    |
| 659호 |      | 포항 천곡사 관음전 석조보살좌상 (浦項 泉谷寺 觀音殿 石造菩薩坐像)                     | 경북 포항시 북구 흥해읍 도음로 476                          | 천곡사                        | 2018년 7월 16일 지정    | ,    |
| 660호 |      | 포항 천곡사 관음전 석조보살좌상 (浦項 泉谷寺 觀音殿 石造菩薩坐像)                     | 경북 포항시 북구 흥해읍 도음로 476                          | 천곡사                        | 2018년 7월 16일 지정    | ,    |
| 661호 |      | 청도 운문사 설송대사비 (淸道 雲門寺 雪松大師碑)                                       | 경북 청도군 운문면 운문사길 264                             | 운문사                        | 2018년 7월 16일 지정    | ,    |
| 662호 |      | 울진 광도사 신중도 (蔚珍 廣度寺 神衆圖)                                               | 경북 울진군 후포면 후포리 40-43                             | 광도사                        | 2018년 7월 16일 지정    | ,    |
| 663호 |      | 김천 도동서원 (金泉 道洞書院)                                                         | 경북 김천시 구성면 상좌원리 481-2                           | 도동서원 운영위원회           | 2018년 7월 16일 지정    | ,    |
| 664호 |      | 안동 두산고택 (安東 斗山故宅)                                                         | 경북 안동시 길안면 현곡길 10                                | 정용익                        | 2018년 7월 16일 지정    | ,    |
| 665호 |      | 영덕 우경고택 (盈德 虞卿古宅)                                                         | 경북 영덕군 영해면 원구길 28-8                              | 무안박씨 경수당파 우경종회    | 2018년 7월 16일 지정    | ,    |
| 666호 |      | 영덕 처인당 (盈德 處仁堂)                                                             | 경북 영덕군 창수면 인량2길 36                               | 영양남씨 송정공파 종친회      | 2018년 8월 9일 지정     | ,    |
| 667호 |      | 문경 김룡사 삼층석탑 (聞慶 金龍寺 三層石塔)                                           | 경북 문경시 산북면 산11                                     | 대한불교조계종 김룡사         | 2018년 12월 17일 지정   | ,    |
| 668호 |      | 고령 반룡사 목조지장보살좌상 (高靈 盤龍寺 木造地藏菩薩坐像)                           | 경북 고령군 쌍림면 반룡사길 87                              | 반룡사                        | 2018년 12월 20일 지정   | ,    |
| 669호 |      | 성주 선송사 신중도 (星州 仙松寺 神衆圖)                                               | 경북 성주군 용암면 선송1길 158                              | 선송사                        | 2018년 12월 20일 지정   | ,    |
| 670호 |      | 김천 계림사 석조불보살좌상 (金泉 雞林寺 石造佛菩薩坐像)                               | 경북 김천시 개령면 동부1길 212                              | 계림사                        | 2019년 3월 25일 지정    | ,    |
| 671호 |      | 청도 운문사 대웅보전 앞 석등 (淸道 雲門寺 大雄寶殿 앞 石燈)                           | 경북 청도군 운문면 운문사길 264                             | 운문사                        | 2019년 3월 25일 지정    | ,    |
| 672호 |      | 고령 관음사 아미타여래도 (高靈 觀音寺 阿彌陀如來圖)                                   | 경북 고령군 대가야읍 주산순환길 147                         | 관음사                        | 2019년 3월 25일 지정    | ,    |
| 673호 |      | 고령 관음사 신중도 (高靈 觀音寺 神衆圖)                                               | 경북 고령군 대가야읍 주산순환길 147                         | 관음사                        | 2019년 3월 25일 지정    | ,    |
| 674호 |      | 의성 추원재 (義城 追遠齋)                                                             | 경북 의성군 단촌면 목촌길 107-39                            | 안동김씨 만취당파 문중        | 2019년 5월 16일 지정    | ,    |
| 675호 |      | 영천 묘봉암 법집별행록절요병입사기 (永川 妙峰庵 法集別行錄節要幷入私記)               | 경북 영천시 청통면 청통로 951-891                           | 묘봉암                        | 2019년 8월 26일 지정    | ,    |
| 676호 |      | 문경 김용사 양진암 영산회상도 (聞慶 金龍寺 養眞庵 靈山會上圖)                         | 경북 문경시 산북면 김용길 462                               | 김용사 양진암                 | 2019년 9월 5일 지정예고 |      |
| 677호 |      | 문경 반곡리 마애여래좌상 (聞慶 盤谷里 磨崖如來坐像)                                   | 경북 문경시 산양면 반곡리 산3                               | 국유                          | 2019년 10월 17일 지정   | ,    |

## 참고 자료
- 경북도보